# Jessica Dragonette
Jessica Valentina Dragonette (ur. 14 lutego 1900 w Kolkacie, zm. 18 marca 1980 w Nowym Jorku) – amerykańska wokalistka i osobowość radiowa.

## Wyróżnienia
Posiada swoją gwiazdę na Hollywoodzkiej Alei Gwiazd.